# Строминджер, Эндрю
Эндрю Строминджер (англ. Andrew Strominger, род. 1955) — американский физик-теоретик, работающий над теорией струн. Сын биохимика Дж. Л. Строминджера (Jack L. Strominger). Профессор Гарвардского университета. Внёс существенный вклад в понимание микроскопических основ энтропии чёрных дыр.

## Исследования

### Значительные вклады
- статья совместно с Камран Вафа, в которой объяснено микроскопическое происхождение энтропии чёрной дыры на основе теории струн. Изначально эта величина была вычислена Стивеном Хокингом и Яаковом Бекенштейном.

## Награды
- Премия имени Леонарда Айзенбуда Американского математического общества (2008)[1]
- Премия по фундаментальной физике в категории Передовая линия физики (2014)
- Медаль Дирака (2014)
- Медаль Оскара Клейна (2014)[2]
- Премия Дэнни Хайнемана в области математической физики (2016)

## Основные работы
- "Vacuum Configurations for Superstrings, " P. Candelas, G. Horowitz, A. Strominger, E. Witten, Nucl. Phys. B 258:46-74, 1985.
- "Black strings and P-branes, " G. Horowitz, A. Strominger, Nucl. Phys. B 360:197-209, 1991.
- "Microscopic origin of the Bekenstein-Hawking entropy, " A. Strominger, C. Vafa, Phys. Lett. B 379:99-104, 1996. hep-th/9601029.
- "Mirror symmetry is T duality, " A. Strominger, S.T. Yau, E. Zaslow, Nucl. Phys. B 479:243-259, 1996. hep-th/9606040.
- "Black hole attractors and the topological string, " H. Ooguri, A. Strominger and C. Vafa, Phys. Rev. D 70:106007, 2004. hep-th/0405146.
- "The Kerr/CFT Correspondence, " M. Guica, T. Hartman, W. Song, and A. Strominger, Phys. Rev. D 80:124008, 2009. hep-th/0809.4266.
- "From Navier-Stokes To Einstein, " I. Bredberg, V. Lysov, C. Keeler, and A. Strominger, hep-th/1101.2451. 2011.
- "Higher Spin Realization of the dS/CFT Correspondence, " D. Anninos, T. Hartman and A. Strominger, 2011. hep-th/1108.5735.